# پال لنگتون
پال لنگتون (انگلیسی: Paul Langton؛ ۱۷ آوریل ۱۹۱۳ – ۱۵ آوریل ۱۹۸۰) یک هنرپیشه اهل ایالات متحده آمریکا بود.
از فیلم‌هایی که وی در آن‌ها نقش داشته است، می‌توان به تا زمانی که ابرها کنار بروند اشاره نمود.